# Vägsjöknösen
Vägsjöknösen är ett naturreservat i Härnösands kommun i Västernorrlands län.
Området är naturskyddat sedan 2002 och är 39 hektar stort. Reservatet omfattar berget Vägsjöknösen i norr, en sydvänd skogssluttning samt Sandstensmyrarna i södra delen. Här finns både lövrik granskog och äldre granskog.